# معهد فيلور للتكنلوجيا
معهد فيلور للتكنولوجيا (VIT) هو عبارة عن جامعة خاصة  تقع في فيلور، الهند.

## الاكاديميون
عزز معهد فيلور للتكنولوجيا تخصصاته في 20 تخصص للدراسة مع إضافة كلية الحقوق في فيت في حرم تشيناي الجامعي.
تطبق معهد فيلور للتكنولوجيا نظام الائتمان المرن بالكامل (FFCS) الذي يمنح الطلاب المرونة في وضع جداول زمنية خاصة بهم عن طريق اختيار الموضوعات والكليات التي يرغبون في الدراسة بتوجيهاتهم.

## القبول
يقبل معهد فيلور للتكنولوجيا طلاب البكالوريوس من خلال امتحان القبول الهندسي الخاص به، والذي يسمى اختبار مدخل معهد فيلور للتكنولوجيا الهندسية (VITEEE).  ويقام كل عام في شهري أبريل ومايو. تم إجراء الاختبار عبر الإنترنت منذ 2013  وفي عام 2018، تم تسجيل 212000 طالب.  تم عقد VITEEE 2021 في 28 و 29 و 31 مايو.

## الترتيب
تم تصنيف معهد فيلور للتكنولوجيا في المرتبة 801-1000 في العالم حسب تصنيفات جامعة تايمز للتعليم العالي العالمية لعام 2020  و201-250 في آسيا.  و جامعة ترتيب QS العالمي في المرتبة 228 في آسيا في عام 2020.
صنّف إطار التصنيف المؤسسي الوطني (NIRF) VIT 21 بشكل عام في الهند في عام 2021  و 13 بين الجامعات. من بين كليات الهندسة في الهند، احتل معهد ماساتشوستس للتكنولوجيا المرتبة 12 في 2021  و 13 من قبل Outlook India . الأسبوع المرتبة 19 في 2019  و الهند اليوم المرتبة 20 بين كليات الهندسة في عام 2020.
تم تصنيف معهد فيلور للتكنولوجيا لتخصص الأعمال في المرتبة 55 بين كليات الإدارة في الهند من قبل NIRF في عام 2020.
في أغسطس 2019، تم منح المعاهد البارزة (IoE) إلى 10 مؤسسات حكومية و 10 مؤسسات خاصة، وقد تم الاعتراف بمعاهد VIT من بين المؤسسات الخاصة.

## الاعتماد
تم اعتماد VIT مع ما يلي:
- درجة A ++ من NAAC (المجلس الوطني للاعتماد والتقييم)، وقد أكملت 4 دورات من الاعتماد وتذهب إلى الدورة الخامسة.
- تستعد للجولة الثالثة من الاعتماد من قبل NBA (المجلس الوطني للاعتماد).
- وهي معتمدة من قبل وكالات الاعتماد الدولية ABET (مجلس الاعتماد للهندسة والتكنولوجيا).
- اعتمد ACBSP (مجلس اعتماد كليات وبرامج إدارة الأعمال) مدرسة VIT للأعمال.
- اعتمدت جمعية المحاسبين القانونيين المعتمدين (ACCA) برنامج BBA.

## الثقافة والمهرجانات

### ريفيرا
كانت النسخة الأولى من ريفيرا في عام 2002، وهو المهرجان الثقافي والرياضي الدولي الذي يقام في حرم VIT Vellore الذي ينظمه طلاب المعهد بشكل أساسي، وجميع أنواع الأنشطة الرياضية، والأحداث الأدبية، ومسابقات الألعاب، ومسابقات الموسيقى والرقص، والثقافية موكب وعروض احترافية هي بعض عوامل الجذب المعتادة فيه.

## الخلافات
في أكتوبر 2013، تم إيقاف طالبتين بعد أن ساعدتا في تنظيم استطلاع رأي عبر الإنترنت لطالبات VIT ، مع التركيز على قضايا السلامة وعدم المساواة.  وتعليقًا على هذه القضية، قال نائب رئيس VIT ، Sekar Viswanathan: «بدأ الطلاب حملة بناءً على فكرة خاطئة مفادها أن الجامعة تميز ضد النساء، وهذا غير صحيح. لقد أخذهم أولياء أمورهم إلى المنزل».

## الخريجين البارزين
- بابياس ماليمبا مسافيري، وزير التعليم الرواندي.
- بيندو مادهافي
- ضيان سرينيفاسان
- شوبانجي سواروب، أول طيار في البحرية الهندية
- إندوجا رافيشانران، عارضة أزياء وممثلة.

## روابط خارجيه
- الموقع الرسمي
- VITEEE